# 라심 바샤크
라심 바샤크(튀르키예어: Rasim Başak, 1980년 2월 17일 ~ )는 아제르바이잔의 프로 농구 선수로 포지션은 파워 포워드, 스몰 포워드이다. 러시아인 어머니와 아제르바이잔인 아버지 사이에서 태어났지만, 터키 국적을 갖고 있으며, 이미 몇 번 터키 농구 국가대표팀에서 활동한 적이 있다.